# Ортенберг (Хесен)
Ортенберг (њем. Ortenberg) град је у њемачкој савезној држави Хесен. Једно је од 25 општинских средишта округа Ветерау. Према процјени из 2010. у граду је живјело 9.147 становника. Посједује регионалну шифру (AGS) 6440019.

## Географски и демографски подаци
Ортенберг се налази у савезној држави Хесен у округу Ветерау. Град се налази на надморској висини од 136 метара. Површина општине износи 54,7 km². У самом граду је, према процјени из 2010. године, живјело 9.147 становника. Просјечна густина становништва износи 167 становника/km².

## Међународна сарадња
| Мјесто   | Држава  | Врста сарадње | Од    |
| -------- | ------- | ------------- | ----- |
| Лучинико | Италија | контакт       | 2000. |
| Извор    |         |               |       |